# Pachyta erebia
Pachyta erebia es una especie de escarabajo longicornio del género Pachyta, tribu Rhagiini, subfamilia Lepturinae. Fue descrita científicamente por Bates en 1884.
La especie se mantiene activa durante los meses de julio y agosto.

## Descripción
Mide 14-22 milímetros de longitud.

## Distribución
Se distribuye por Japón.